# André Kana-Biyik
André Kana-Biyik (* 1. září 1965, Sakbayené, Kamerun) je bývalý kamerunský fotbalový obránce, který se zúčastnil mj. MS 1990 a MS 1994.

## Rodina
Jeho bratrem je François Omam-Biyik, bývalý kamerunský útočník, jenž reprezentoval svou vlast v 63 utkáních (mj. na MS 1990, MS 1994 a MS 1998).
Jeho syn Jean-Armel Kana-Biyik hraje na postu obránce ve francouzském klubu Stade Rennais FC a v kamerunské seniorské reprezentaci, ačkoli předtím reprezentoval Francii do 21 let.

## Klubová kariéra
André Kana-Biyik začínal fotbalovou kariéru v kamerunském klubu Diamant Yaoundé. Jeho prvním klubem ve Francii byl FC Metz. Po dvou sezónách přestoupil do jiného francouzského klubu Le Havre AC, v němž strávil přes 4 sezóny, během nichž se šestkrát gólově prosadil.

### Klubové statistiky
| Sezóna  | Klub            | Země    | Liga               | Záp. | Góly |
| ------- | --------------- | ------- | ------------------ | ---- | ---- |
| 1986    | Diamant Yaoundé | Kamerun | 1. kamerunská liga | ?    | ?    |
| 1987    | Diamant Yaoundé | Kamerun | 1. kamerunská liga | ?    | ?    |
| 1988    | Diamant Yaoundé | Kamerun | 1. kamerunská liga | ?    | ?    |
| 1988/89 | FC Metz         | Francie | Ligue 1            | 20   | 1    |
| 1989/90 | FC Metz         | Francie | Ligue 1            | 0    | 0    |
| 1990/91 | Le Havre AC     | Francie | Ligue 1            | 20   | 3    |
| 1991/92 | Le Havre AC     | Francie | Ligue 1            | 31   | 2    |
| 1992/93 | Le Havre AC     | Francie | Ligue 1            | 19   | 1    |
| 1993/94 | Le Havre AC     | Francie | Ligue 1            | 3    | 0    |

## Reprezentace
Připsal si účast na 4 turnajích Afrického poháru národů v letech 1986, 1988, 1990 a 1992 a 2 světových šampionátech MS 1990 a MS 1994.
V zápase základní skupiny na APN 1986 14. března 1986 se podílel 2 góly na vítězství Kamerunu 3:2 nad Alžírskem, Kamerun se probojoval až do finále, v němž podlehl Egyptu 4:5 na pokutové kopy.
V roce 1988 Kana-Biyik Africký pohár národů s reprezentačním týmem vyhrál.
V zápase základní skupiny na APN 1992 12. ledna 1992 rozhodl zápas proti Maroku, vstřelil jediný gól utkání. Kamerun poté postoupil do semifinále, kde podlehl týmu Pobřeží slonoviny 1:3 na pokutové kopy.
Na MS 1990 dostal v prvním zápase základní skupiny B proti Argentině červenou kartu (61. minuta) , Kamerunci však zvládli i v deseti mužích vstřelit branku a dobýt cenné vítězství 1:0, které jim pootevřelo dveře do osmifinále.